# Demokratyczna Partia Pracy (Barbados)
Demokratyczna Partia Pracy – socjaldemokratyczna partia na Barbadosie.
Powstała w 1955, a od wyborów w 1961 sprawowała władzę w kraju na czele z liderem Errolem Barrowem, a następnie po odzyskaniu niepodległości przez Barbados w latach 1966–1976. Kolejny raz partia rządziła w latach 1986–1994, do 1987 premierem ponownie był Errol Barrow, a następnie po jego śmierci stanowisko objął Erskine Sandiford.
Ponownie Demokratyczna Partia Pracy objęła rządy po wygranej w wyborach w 2008 roku, zdobywając 20 z 30 miejsc w Izbie Zgromadzenia (ang. House of Assembly), a jej lider David Thompson został premierem.